# Venus en la cultura

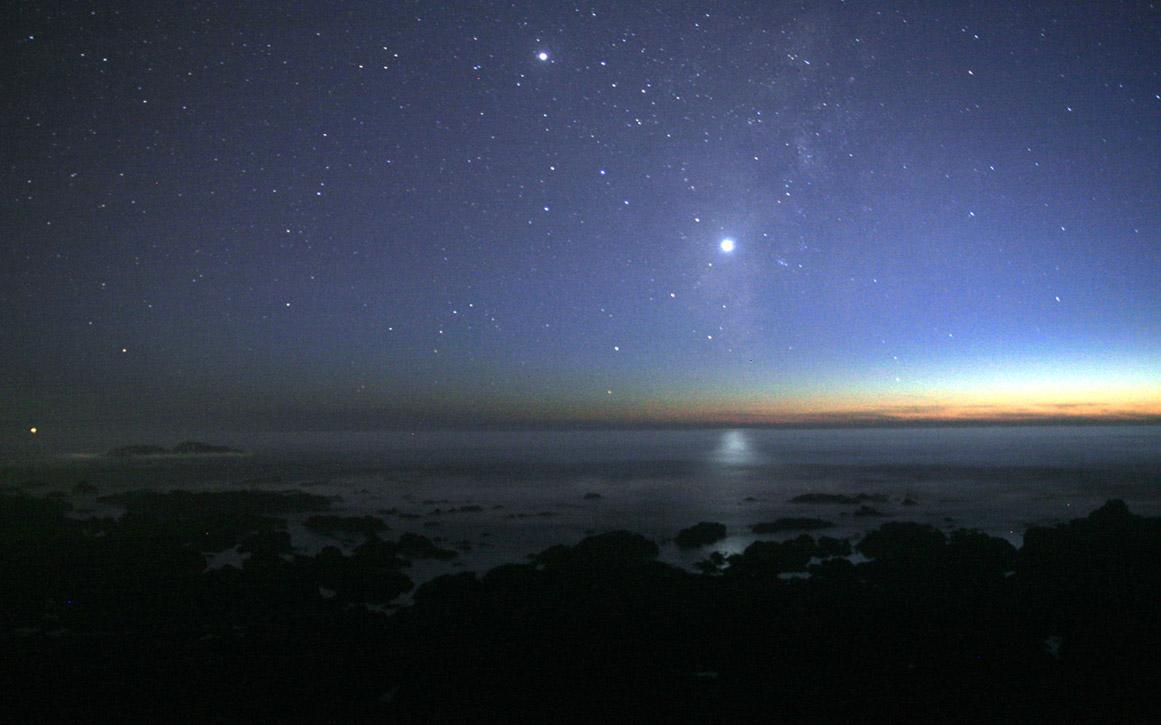
Venus es siempre más brillante que las estrellas más brillantes fuera del Sistema Solar, como se puede ver aquí sobre el Océano Pacífico.

Venus, uno de los objetos más brillantes del cielo, se conoce desde tiempos prehistóricos y ha sido un elemento importante en la cultura humana desde que existen registros. Como tal, ocupa una posición destacada en la cultura, la religión y el mito humanos. Fue sagrado para muchas culturas y ha sido una inspiración primordial para escritores y poetas como la estrella de la mañana y la estrella de la tarde. 

## Antecedentes y nombre
Lo que hoy se conoce como el planeta Venus fue durante mucho tiempo objeto de fascinación para culturas de todo el mundo. Es el segundo objeto más brillante del cielo nocturno, y sigue un ciclo sinódico por el cual parece desaparecer durante varios días debido a su proximidad al Sol, para luego reaparecer en el lado opuesto del Sol y en el otro horizonte. Dependiendo del punto de su ciclo, Venus puede aparecer antes del amanecer por la mañana o después del atardecer por la tarde, pero nunca parece alcanzar la cima del cielo. Por ello, muchas culturas lo han reconocido con dos nombres, aunque los astrónomos se percataron de que en realidad se trataba de un solo objeto.
En inglés antiguo, el planeta era conocido como morgensteorra (estrella de la mañana) y æfensteorra (estrella de la tarde). No fue hasta el siglo XIII d. C. que se adoptó el nombre "Venus" para el planeta.  En latín clásico se le llamaba Lucifer, aunque la estrella de la mañana se consideraba sagrada para la diosa Venus. 
En chino, el planeta se llama Jīn-xīng (金星), el planeta dorado del metal. Se conoce como "Kejora" en indonesio y en malayo. Las culturas modernas china, japonesa y coreana se refieren al planeta literalmente como la "estrella dorada" (金星), basado en los cinco elementos.   

## Antiguo Cercano Oriente

### Mesopotamia
Debido a que los movimientos de Venus parecen ser discontinuos, algunas culturas no reconocieron a Venus como una entidad única; en cambio, asumieron que se trataba de dos estrellas separadas en cada horizonte. Sin embargo, un sello cilíndrico del período Yemdet Nasr indica que los antiguos sumerios ya sabían que las estrellas de la mañana y de la tarde eran el mismo objeto celeste. Los sumerios asociaban el planeta con la diosa Inanna, conocida como Ishtar por los acadios y babilonios posteriores.  Tenía un doble papel como diosa del amor y de la guerra, representando así una deidad que presidía el nacimiento y la muerte. Los movimientos discontinuos de Venus se relacionan tanto con la mitología de Inanna como con su naturaleza dual.    Las acciones de Inanna en varios de sus mitos, incluidos Inanna y Shukaletuda y El descenso de Inanna al inframundo, parecen ser paralelas al movimiento del planeta Venus a medida que progresa a través de su ciclo sinódico. Por ejemplo, en El descenso de Inanna al inframundo, Inanna descendiende al inframundo, donde es asesinada, y luego resucita tres días después para regresar a los cielos. Una interpretación de este mito realizada por Clyde Hostetter sostiene que es una alegoría de los movimientos del planeta Venus, comenzando con el equinoccio de primavera y concluyendo con una lluvia de meteoritos cerca del final de un período sinódico de Venus. La desaparición de tres días de Inanna se refiere a la desaparición planetaria de tres días de Venus entre su aparición como estrella de la mañana y la de la tarde.  Un himno introductorio a este mito describe a Inanna abandonando los cielos y dirigiéndose a Kur, lo que podría presumirse que son las montañas, replicando el ascenso y el descenso de Inanna hacia el oeste. En el mito de Inanna y Shukaletuda, se describe a Shukaletuda explorando los cielos en busca de Inanna, posiblemente buscando en los horizontes oriental y occidental. En el mismo mito, mientras busca a su atacante, la propia Inanna realiza varios movimientos que corresponden con los movimientos de Venus en el cielo.  El símbolo más común de Inanna-Ishtar era la estrella de ocho puntas. 
La estrella de ocho puntas parece haber tenido originalmente una asociación general con los cielos, pero, en el período babilónico antiguo (c. 1830 – c. 1531 a. C.), había llegado a asociarse específicamente con el planeta Venus, con el que se identificaba a Ishtar.  En el período babilónico antiguo, el planeta Venus era conocido como Ninsi'anna, y más tarde como Dilbat.  "Ninsi'anna" se traduce como "dama divina, iluminación del cielo", lo que hace referencia a Venus como la "estrella" visible más brillante. Las grafías anteriores del nombre se escribían con el signo cuneiforme si4 (= SU, que significa "ser rojo"), y el significado original puede haber sido "dama divina del enrojecimiento del cielo", en referencia al color del cielo de la mañana y la tarde.  Venus es descrita en textos cuneiformes babilónicos como la tablilla de Venus de Ammisaduqa, que relata observaciones que posiblemente datan de 1600 años antes de Cristo.  La tablilla de Venus de Ammisaduqa muestra que los babilonios entendían que la estrella de la mañana y la de la tarde eran un solo objeto, al que se hace referencia en la tablilla como la "brillante reina del cielo ", y podían apoyar esta visión con observaciones detalladas.       

### Mitología cananea
En la antigua religión cananea, la estrella de la mañana está personificada como el dios Attar, una variante masculina del nombre de la diosa babilónica Ishtar.  En el mito, Attar intentó ocupar el trono de Baal y, al ver que no podía hacerlo, descendió y gobernó el inframundo.   El mito original puede haber tratado sobre un dios menor, Helel, que intentaba destronar al dios supremo cananeo El, que se creía que vivía en una montaña al norte.   La reconstrucción del mito realizada por Hermann Gunkel hablaba de un poderoso guerrero llamado Hêlal, cuya ambición era ascender más alto que todas las demás divinidades estelares, pero que tenía que descender a las profundidades. De esta manera, retrató como una batalla el proceso por el cual la brillante estrella de la mañana no logra alcanzar el punto más alto en el cielo antes de ser apagada por el sol naciente. 
Se han observado similitudes con la historia del descenso de Inanna al inframundo,  Ishtar e Inanna están asociadas con el planeta Venus.  También se ha visto una conexión con el mito babilónico de Etana. La Enciclopedia Judía comenta:
"El brillo de la estrella de la mañana, que eclipsa a todas las demás estrellas, pero no se ve durante la noche, puede fácilmente haber dado lugar a un mito como el que se contó de Ethana y Zu: él fue llevado por su orgullo a luchar por el asiento más alto entre los dioses estelares en la montaña del norte de los dioses... pero fue arrojado por el gobernante supremo del Olimpo babilónico". 
En el libro de Isaías en idioma hebreo, capítulo 14, se condena al rey de Babilonia utilizando imágenes derivadas del mito cananeo, y se le llama הֵילֵל בֶּן-שָׁחַר (Helel ben Shahar, en hebreo significa "el resplandeciente, hijo de la mañana").       El título " Helel ben Shahar " puede referirse al planeta Venus como la estrella de la mañana.  Helel ben Shahar fue expulsado del cielo por rebelarse contra Elión. 

### Egipto
Los antiguos egipcios probablemente sabían que la estrella de la mañana (Tioumoutiri) y la estrella de la tarde (Ouaiti)  eran una, y ello hacia el segundo milenio a. C. o a más tardar en el período tardío bajo la influencia mesopotámica.   Al principio se describió como un fénix o una garza (o Bennu),  llamándolo "el que cruza" o "estrella con cruces",  y asociado con Osiris, más tarde durante el período tardío, probablemente bajo la influencia mesopotámica, Venus fue representado como un dios de la mañana de dos cabezas (con cabezas humanas y de halcón), como en el zodíaco de Dendera, y asociado con Horus,  hijo de Isis (que durante el período helenístico aún más posterior, junto con Hathor, se identificó con Afrodita).

## Antigua Grecia y Roma

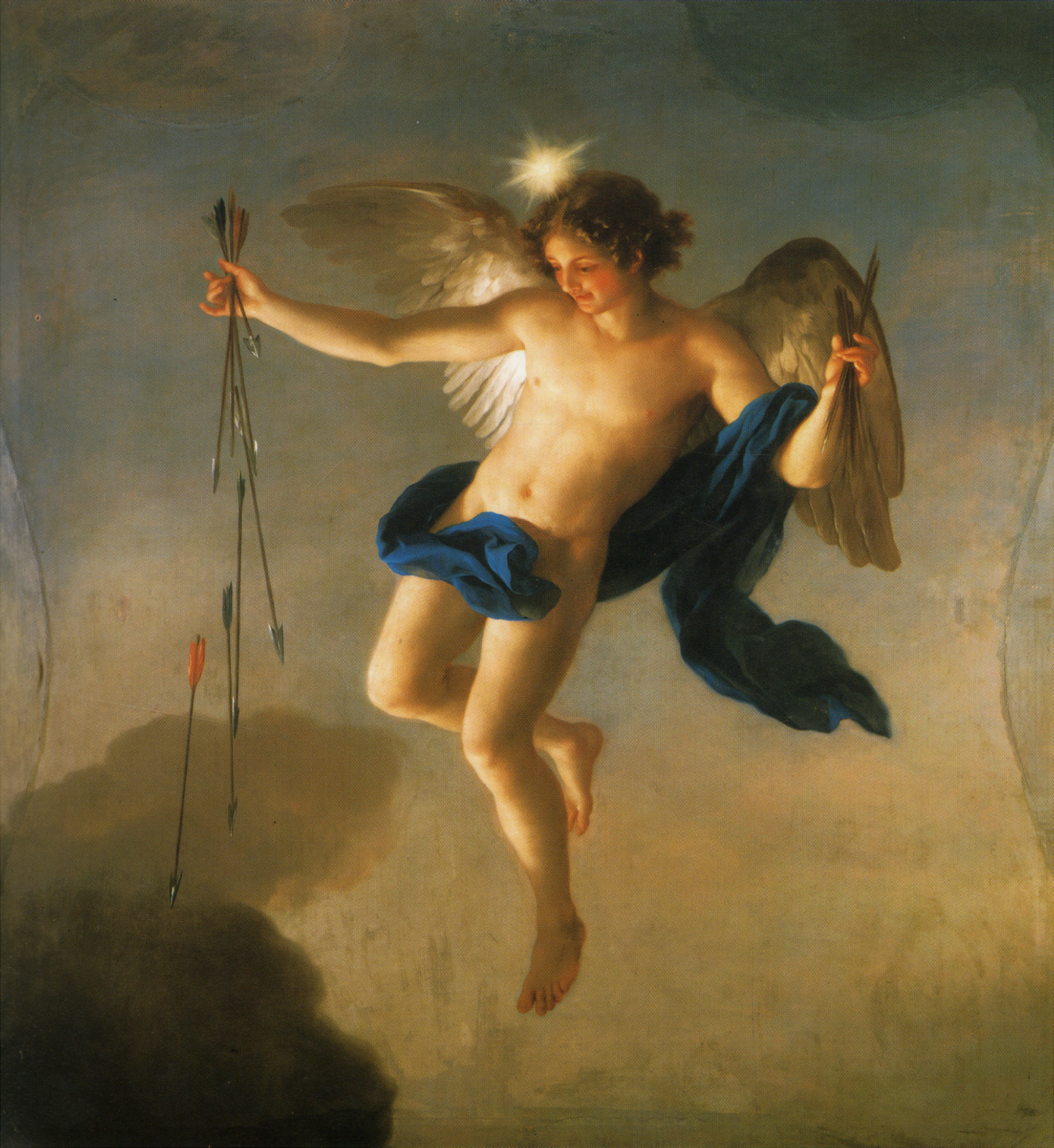
Hesperus como personificación de la estrella vespertina, por Anton Raphael Mengs (1765).

Los antiguos griegos llamaban al lucero de la mañana Φωσφόρος, Fósforo  (epíteto de Hécate), el "portador de luz". Otro nombre griego para la estrella de la mañana era Heosphoros (griego Ἑωσφόρος Heōsphoros), que significa "portador del amanecer".  Llamaron a la estrella vespertina, que durante mucho tiempo se consideró un objeto celeste separado, Héspero (Ἓσπερος, la "estrella de la tarde").  Ambos eran hijos de Eos el amanecer y por tanto nietos de Afrodita. En tiempos helenísticos, los antiguos griegos los habían identificado como un solo planeta,   aunque el uso tradicional de dos nombres para su aparición en la mañana y en la tarde continuó incluso en el período romano.
El mito griego de Faetón, cuyo nombre significa "El Resplandeciente", también ha sido visto como similar al de otros dioses que descienden cíclicamente de los cielos, como Inanna y Attar. 
En la mitología clásica, Lucifer ("portador de luz" en latín) era el nombre del planeta Venus como estrella de la mañana (como estrella de la tarde se llamaba Vesper), y a menudo se lo personificaba como una figura masculina que portaba una antorcha. Se decía que Lucifer era "el hijo legendario de Aurora  y Céfalo, y padre de Ceix ". A menudo se le presentaba en poesía como el heraldo del amanecer. 
Los romanos consideraban que el planeta Lucifer era particularmente sagrado para la diosa Venus, cuyo nombre eventualmente se convirtió en el nombre científico del planeta. El escritor romano del siglo II, Pseudo-Higino, dijo del planeta: 
"La cuarta estrella es la de Venus, llamada Luciferus. Algunos dicen que es la de Juno. En muchos cuentos se registra que también se llama Hesperus. Parece ser la más grande de todas las estrellas. Algunos han dicho que representa al hijo de Aurora y Céfalo, que superó a muchos en belleza, de modo que incluso rivalizó con Venus y, como dice Eratóstenes, por esta razón se la llama la estrella de Venus. Es visible tanto al amanecer como al atardecer, y por eso se la ha llamado a la vez Luciferus y Hesperus".
Ovidio, en su epopeya del siglo I Las Metamorfosis, describe a Lucifer como el que ordena los cielos: 
"Aurora, vigilante en el amanecer enrojecido, abrió de par en par sus puertas carmesí y sus salones llenos de rosas; las Stellae emprendieron el vuelo, en el orden establecido por Lucifer, quien dejó su puesto el último".

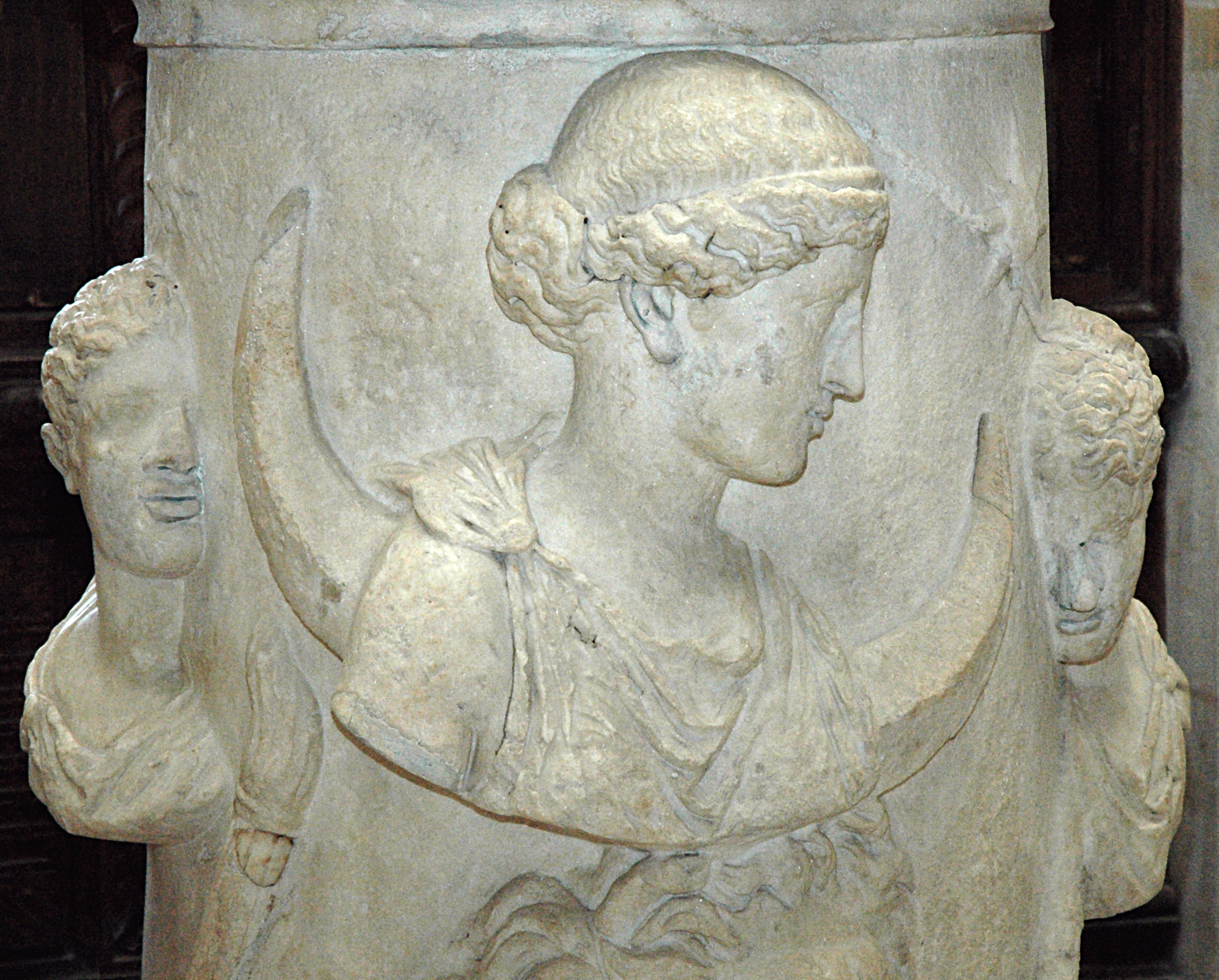
Escultura romana del de la diosa Luna acompañada por los Dioscuros (Cástor y Pólux), o Lucifer y Víspera. Altar de mármol, obra romana, De Italia

En el período romano clásico, Lucifer no era considerado una deidad y había pocos mitos (si es que había alguno),  aunque el planeta estaba asociado con varias deidades y a menudo era personificado poéticamente. Cicerón señaló que "Se dice que el Sol y la Luna son deidades, y los griegos identifican al primero con Apolo y a la segunda con Diana. Pero si la Luna es una diosa, entonces Lucifer (la Estrella de la Mañana) también y el resto de las Estrellas Errantes (Stellae Errantes) tendrán que ser considerados dioses; y si es así, entonces las Estrellas Fijas (Stellae Inerrantes) también".

## Cristianismo
La palabra hebrea transliterada como Hêlêl  o Heylel (pron. como Hay-LALE),  aparece solo una vez en la Biblia hebrea.  La Septuaginta traduce הֵילֵל en griego como Ἑωσφόρος      (heōsphoros),    "portador del amanecer", el nombre griego antiguo para la estrella de la mañana.  Aquila de Sinope deriva la palabra hêlêl, el nombre hebreo de la estrella de la mañana, del verbo yalal (lamentar). Esta derivación fue adoptada como nombre propio para un ángel que lamenta la pérdida de su antigua belleza.  Los padres de la Iglesia cristiana –por ejemplo Jerónimo, en su Vulgata– lo tradujeron como Lucifer. La equiparación de Lucifer con el ángel caído probablemente ocurrió en el judaísmo palestino del siglo I. Según la Concordancia de Strong basada en la Biblia del rey Jacobo, la palabra hebrea original significa "el que brilla, el portador de la luz", y la traducción dada en el texto rey Jacobo es el nombre en latín del planeta Venus, "Lucifer".  Sin embargo, la traducción de הֵילֵל con el nombre "Lucifer" ha sido abandonada en las traducciones modernas al inglés de Isaías 14:12. En una traducción moderna del hebreo original, el pasaje en el que se menciona el nombre Helel ben Shahar El relato comienza con la declaración: “El día que el Señor te de alivio de tus sufrimientos y de tu angustia y de los duros trabajos que te han sido impuestos, pronunciarás contra el rey de Babilonia esta provocación: ¡Cómo ha terminado el opresor! ¡Cómo ha terminado su furor!”  Después de describir la muerte del rey, la provocación continúa:
«¡Cómo has caído del cielo, lucero de la mañana, hijo de la aurora! Has sido arrojado a la tierra, tú que en otro tiempo humillabas a las naciones. Dijiste en tu corazón: “Subiré a los cielos, levantaré mi trono por encima de las estrellas de Dios, me sentaré en el monte de la reunión, en las cumbres del monte Zafón. Subiré por encima de las cumbres de las nubes, seré semejante al Altísimo”. Pero has sido derribado al reino de los muertos, a las profundidades del abismo. Los que te ven te miran fijamente, se preguntan cuál será tu destino: “¿Es éste el hombre que sacudió la tierra e hizo temblar los reinos, el hombre que convirtió el mundo en un desierto, que destruyó sus ciudades y no dejó que sus cautivos regresaran a sus hogares?”» 
Este pasaje fue el origen de la creencia posterior de que el Diablo era un ángel caído, al que también se podría llamar "Lucifer". Sin embargo, originalmente se refería al ascenso y desaparición de la estrella de la mañana como una alegoría de la caída de un rey antaño orgulloso. Esta comprensión alegórica de Isaías parece ser la interpretación más aceptada en el Nuevo Testamento, así como entre los primeros cristianos, como Orígenes, Eusebio, Tertuliano y Gregorio Magno. Por lo tanto, el motivo del ángel caído puede considerarse una "remitologización" cristiana de Isaías 14, que devuelve su imaginería alegórica de la arrogancia de un gobernante histórico a las raíces originales del mito cananeo de un dios menor que intenta y fracasa en su intento de reclamar el trono de los cielos, y que luego es arrojado al inframundo. 
En la tradición cristiana, la estrella de la mañana es un símbolo del acercamiento del Hijo de Dios y su aparición luminosa en la noche del mundo (Epifanía). Las teorías astronómicas para datar la Estrella de Belén se relacionan, entre otras cosas, con diversas conjunciones de Venus y Júpiter. A veces Venus también se identifica como Stella maris, un título de María, madre de Jesús de Nazaret.

## Vietnam

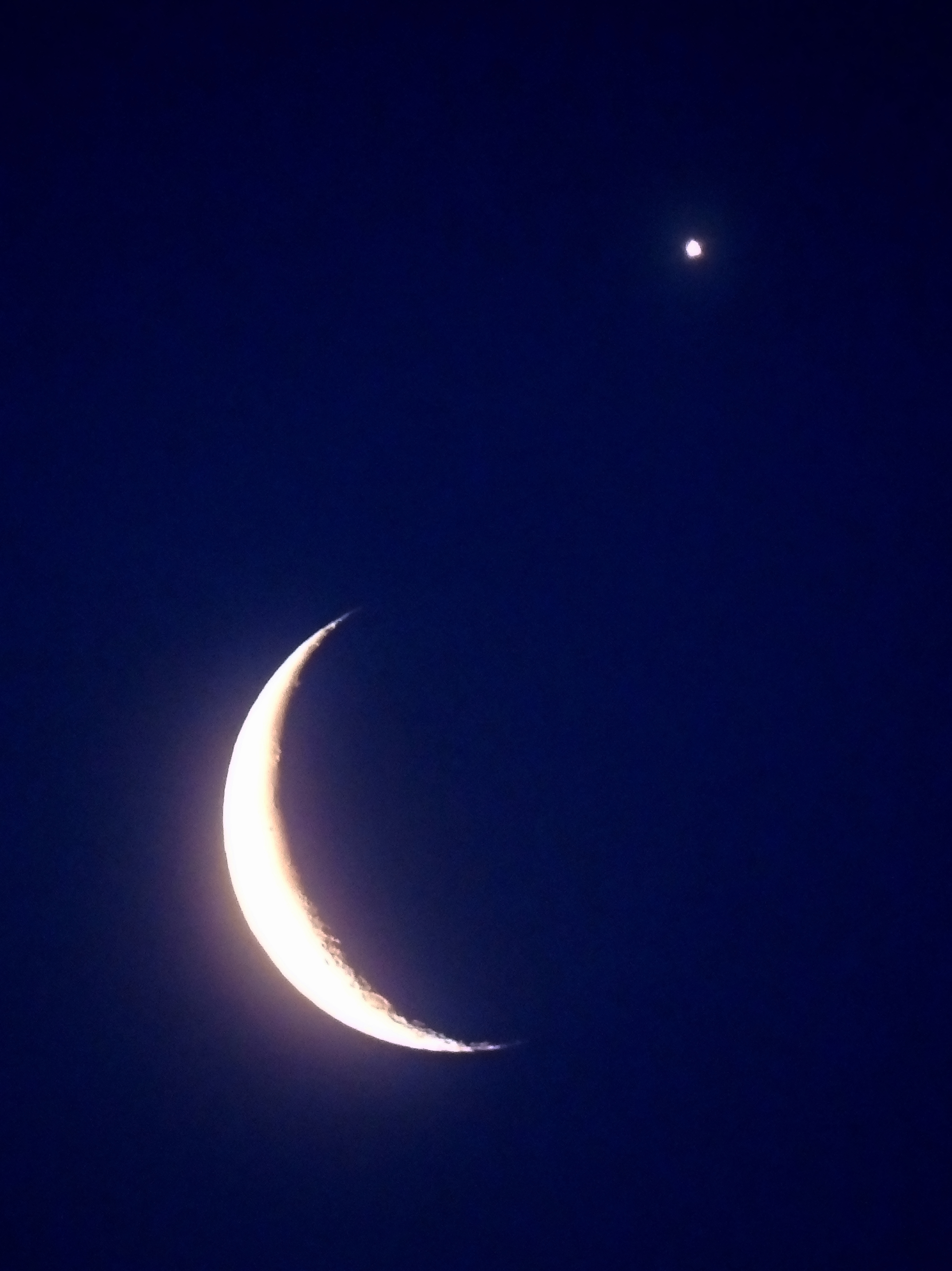
La Luna fotografiada junto a Venus.

En el folclore vietnamita, el planeta era considerado como dos cuerpos separados: la estrella de la mañana (sao Mai) y la estrella de la tarde (sao Hôm).  Debido a la posición de estos cuerpos supuestamente distintos en el cielo, pasaron a la poesía popular como una metáfora de la separación, especialmente entre amantes.
Cuando estaba en la dirección opuesta a la Luna, el planeta también era conocido como sao Vượt (la estrella que sube/pasa, también escrita como sao Vược debido a las diferentes interpretaciones del Quốc ngữ de un carácter Nôm). Esta oposición, muy parecida a la que existe entre la estrella de la mañana y la estrella de la tarde, también ha sido comparada en la poesía popular con la separación de amantes desventurados, como lo evidencia este lục bát:
"Mình đi có nhớ ta chăng?
Ta như sao Vượt chờ trăng giữa trời. "
(Cuando te vas, ¿me extrañas?
Soy la estrella trepadora que espera la luna en el cielo.)

## Hinduismo

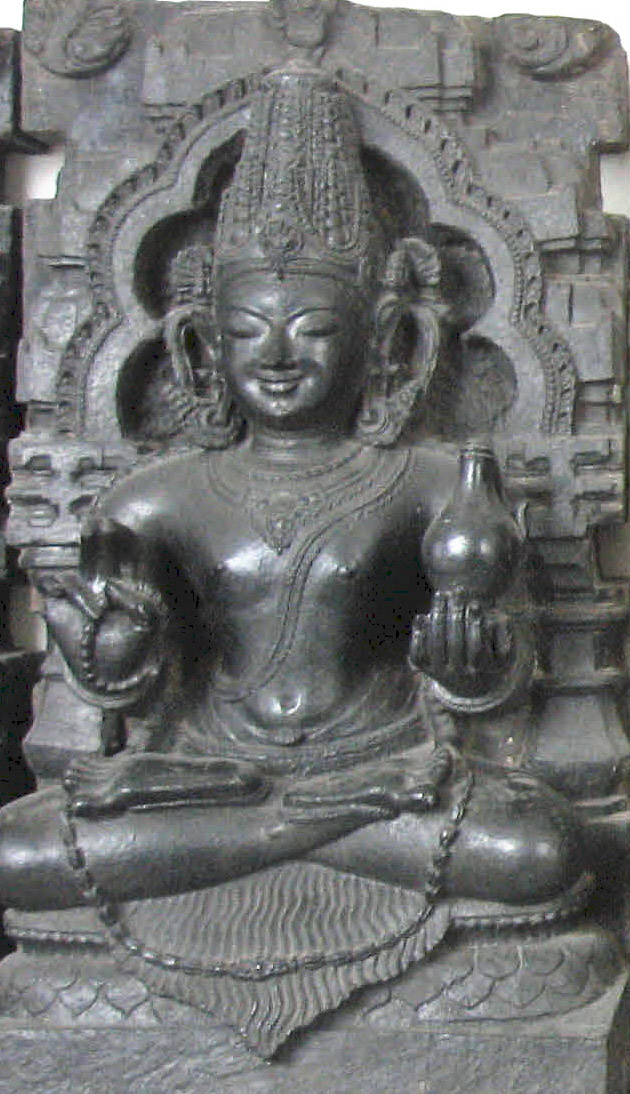
Shukra es el nombre sánscrito de Venus.

En la India, es el Shukra Graha ("el planeta Shukra"), que recibe su nombre de un poderoso santo, Shukra. Sukra, que se utiliza en la astrología védica india  significa "claro, puro" o "brillo, claridad" en sánscrito. Uno de los nueve Navagraha, se cree que afecta la riqueza, el placer y la reproducción; era hijo de Bhrgu, preceptor de los Daityas y gurú de los Asuras.  La palabra Shukra también se asocia con el semen o la generación.

## Persia
En la mitología iraní, especialmente en la persa, el planeta suele corresponder a la diosa Anahita. En algunas partes de la literatura Pahlavi, las deidades Aredvi Sura y Anahita son consideradas entidades separadas, la primera como personificación del río mítico y la segunda como diosa de la fertilidad, asociada con el planeta Venus. Como la diosa Aredvi Sura Anahita —y simplemente llamada Anahita también— ambas deidades están unificadas en otras descripciones, por ejemplo en el Gran Bundahishn, y están representadas por el planeta. En el texto avéstico Mehr Yasht (Yasht 10) hay un posible vínculo temprano con Mitra. El nombre persa del planeta hoy es "Nahid", que deriva de Anahita y más tarde en la historia del idioma pahlavi Anahid.    

## Mitología turca
La deidad Erkliğ Han (el Poderoso) era identificada con Venus como una gran guerrera. Él era el responsable de matar las estrellas cuando sale el sol.  Por esta razón, era un símbolo para los guerreros en general.  En el Kutadgu Bilig turco del siglo XI, bajo influencias interculturales de la mitología griega y sumeria, Venus pasó a asociarse con el amor, la belleza y la fertilidad. 

## Islam
En las tradiciones islámicas, la estrella de la mañana se llama زُهْرَة, الزُّهَرَة Zohra o Zohrah y comúnmente relacionada con una "mujer hermosa".  Según el mito, del cual se encuentra un eco en una obra de teatro del poeta inglés del siglo XVII William Percy, dos ángeles, Harut y Marut, descendieron a la tierra y fueron seducidos por la belleza de Zohra para cometer shirk, asesinato, adulterio y beber vino. En su estado de ebriedad, Zohra obtuvo de estos ángeles las palabras secretas para ascender al cielo. Cuando pronunció las palabras secretas, se elevó al primer cielo, pero fue prisionera allí (es decir, transformada en el planeta Venus). 
Según el tafsir, algunos dicen que la mujer literalmente se convirtió en la estrella de la mañana, como un reflejo de su capacidad para fusionar a los ángeles. Otros dicen que durante su ascenso fue encarcelada en el planeta y torturada allí. 

## Maya

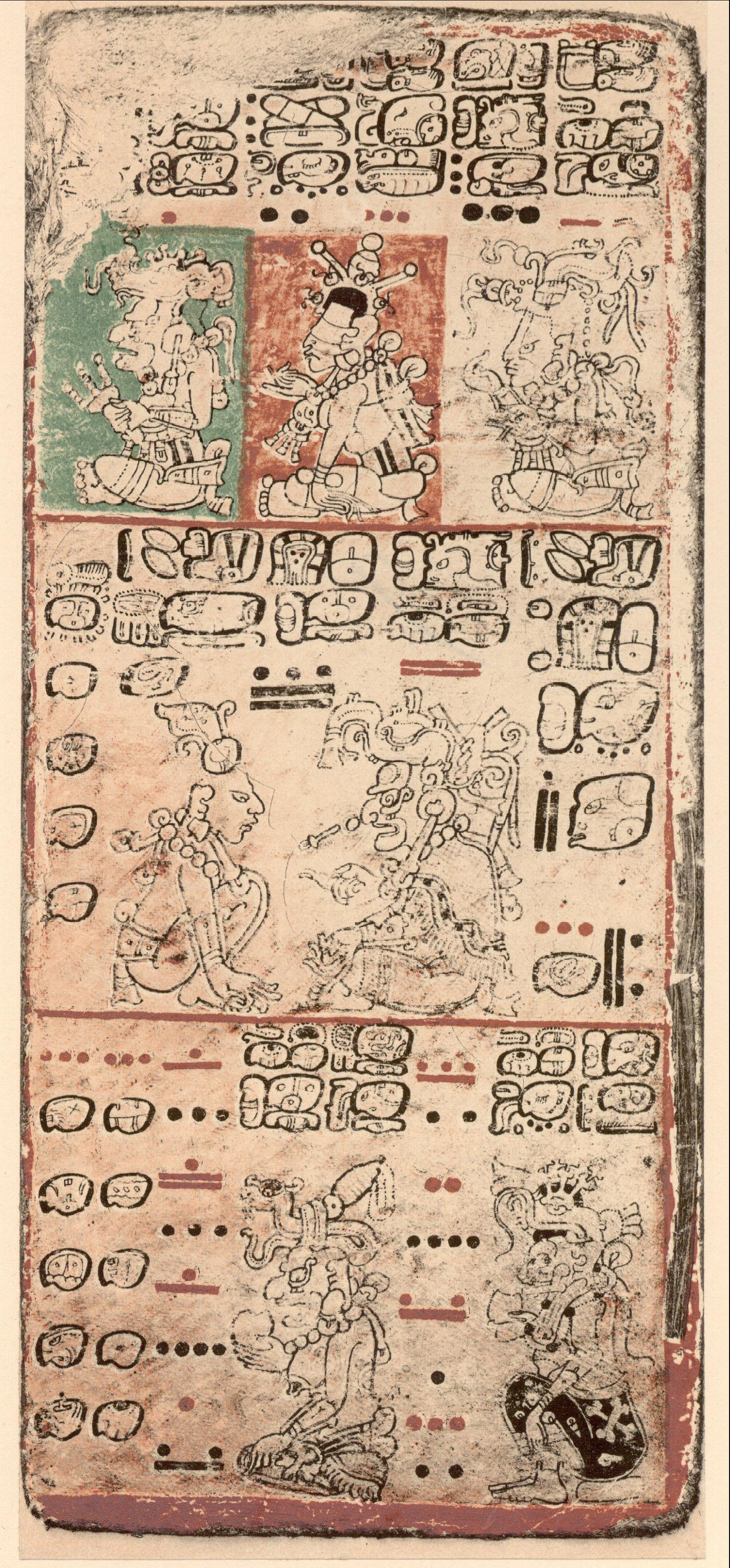
El Códice de Dresde maya precolombino, que calcula las apariciones de Venus

Venus era considerado el cuerpo celeste más importante observado por los mayas, quienes lo llamaban Chac ek,  o Noh Ek ', "la Gran Estrella". Los mayas vigilaban de cerca los movimientos de Venus y lo observaban durante el día. Se creía que las posiciones de Venus y otros planetas influían en la vida en la Tierra, por lo que los mayas y otras antiguas culturas mesoamericanas cronometraban las guerras y otros eventos importantes basándose en sus observaciones. En el Códice de Dresde, los mayas incluyeron un almanaque que mostraba el ciclo completo de Venus, en cinco conjuntos de 584 días cada uno (aproximadamente ocho años), después de los cuales los patrones se repetían (ya que Venus tiene un período sinódico de 583,92 días). 
La civilización maya desarrolló un calendario religioso, basado en parte en los movimientos de los planetas, y consideraba los movimientos de Venus para determinar el momento propicio para acontecimientos como la guerra. También lo llamaron Xux Ek ', la Estrella Avispa. Los mayas conocían el período sinódico del planeta y podían calcularlo con una precisión de una centésima parte de un día. 

## Otras culturas
En el conocimiento estelar tradicional Lakota, el planeta Venus se llama Aŋpo Wiŋ o la Luz del Alba (a veces también traducido como Lucero del Alba). Se cree que es un Nāgī masculino que controla los comienzos, el destino y todas las cosas cíclicas. A veces también se le atribuye el mérito de ser el padre de Star Boy.
El pueblo masai bautizó el planeta con el nombre de Kileken y tiene una tradición oral sobre él llamada El niño huérfano. 
Venus es importante en muchas culturas aborígenes australianas, como la del pueblo Yolngu en el norte de Australia. Los Yolngu se reúnen después del atardecer para esperar la salida de Venus, a la que llaman Barnumbirr. A medida que se acerca, en las primeras horas antes del amanecer, dibuja detrás de ella una cuerda de luz atada a la Tierra, y a lo largo de esta cuerda, con la ayuda de un "Poste de Estrella de la Mañana" ricamente decorado, la gente puede comunicarse con sus seres queridos muertos, demostrando que todavía los aman y los recuerdan. Barnumbirr es también un espíritu creador importante en el Sueño, y "cantó" gran parte del país para darle vida. 
Venus juega un papel destacado en la mitología Pawnee. Un grupo específico de Pawnee, una tribu nativa de América del Norte, practicaba hasta 1838 un ritual de estrella de la mañana en el que se sacrificaba a una niña en su honor. 

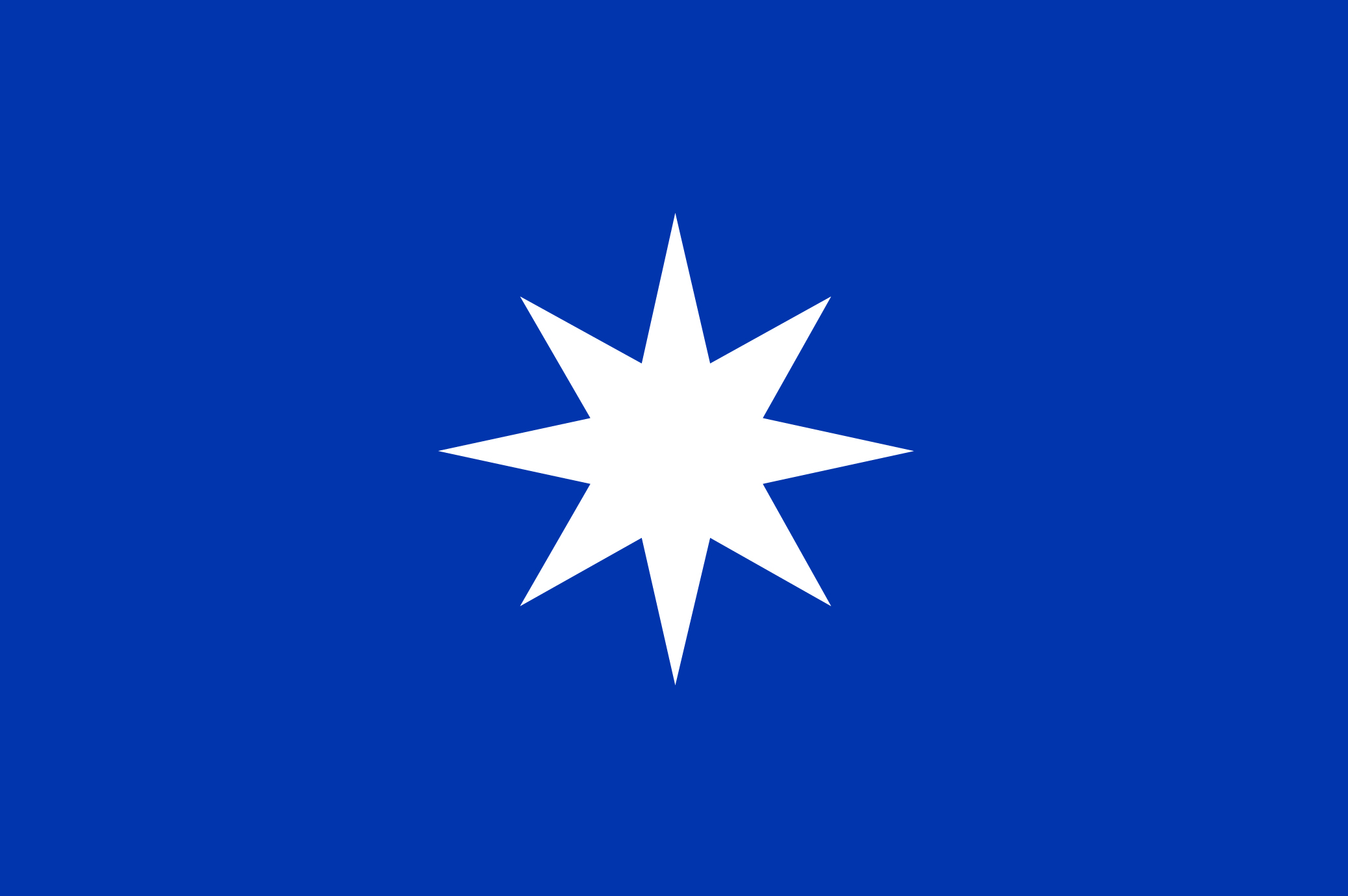
Una de las banderas mapuche utilizadas que representa a Venus o Wüñelfe.

Entre los mapuche del centro-sur de Chile y suroeste de Argentina, se cree que el planeta o Wünelve ("el Primero") existió cuando los espíritus intentaban ascender de regreso desde el Mundo de Abajo o Minchemapu después de caer del Mundo Medio o Rangimapu ; se cree que el planeta es una amalgama de algunos de esos espíritus que estaban estancados en su camino.  El planeta es un símbolo importante para este pueblo; finalmente fue incorporado a la bandera de Chile simplificada como una estrella de cinco puntas  que simboliza un faro de progreso y honor.
En la astrología occidental, derivada de su connotación histórica con las diosas de la feminidad y el amor, se cree que Venus influye en el deseo y la fertilidad sexual. 
En el sistema metafísico de la teosofía, se cree que en el plano etérico de Venus hay una civilización que existió cientos de millones de años antes de la Tierra  y también se cree que la deidad gobernante de la Tierra, Sanat Kumara, es de Venus. 

## En la ficción
El descubrimiento en la era moderna de que Venus era un mundo distante cubierto por una capa de nubes impenetrables dio a los escritores de ciencia ficción vía libre para especular sobre las condiciones en su superficie; más aún cuando las primeras observaciones mostraron que no sólo era similar en tamaño a la Tierra, sino que poseía una atmósfera sustancial. Más cerca del Sol que la Tierra, el planeta fue representado frecuentemente como más cálido, pero aún habitable para los humanos.  El género alcanzó su apogeo entre las décadas de 1930 y 1950, en una época en la que la ciencia había revelado algunos aspectos de Venus, pero aún no la dura realidad de las condiciones de su superficie. Los hallazgos de las primeras misiones a Venus demostraron que la realidad era muy diferente y pusieron fin a este género en particular.  A medida que avanzaba el conocimiento científico sobre Venus, los autores de ciencia ficción intentaron seguir el ritmo, en particular conjeturando sobre intentos humanos de terraformar Venus. 

### En humor
Los científicos que habían reportado en 2020 posibles señales de vida en las nubes de Venus afirmaron que la biofirma encontrada, la fosfina, se encuentra en la Tierra y entre otras es producida por pingüinos. Posteriormente, algunos informes de noticias públicas y respuestas públicas citaron erróneamente el interés de los científicos en los procesos que crean fosfina, sugiriendo que los pingüinos vivían en las nubes de Venus.  La Sociedad Planetaria recogió el malentendido con fines de entretenimiento. 